# Pałac Dąmbskich w Toruniu
Pałac Dąmbskich w Toruniu (również Pałac Biskupu) – barokowa rezydencja rodziny Dąmbskich herbu Godziemba z końca XVII w. Znajduje się przy ul. Żeglarskiej 8 w Toruniu.
Pałac został wzniesiony na zrębach dwóch gotyckich kamienic przez biskupa kujawskiego Stanisława Kazimierza Dąmbskiego w 1693 roku przy ul. Żeglarskiej na Starym Mieście w Toruniu. Miał charakter rezydencji miejskiej służącej rodzinie Dąmbskich.
Do końca XVIII w. pałac pozostawał w rękach kolejnych przedstawicieli rodziny Dąmbskich. W 1800 roku został sprzedany pruskiemu urzędnikowi, od 1815 roku mieścił się w nim Hotel Gdański, a w 1870 roku został przejęty na potrzeby armii pruskiej. W latach 1874–1887 został przebudowany: usunięto barokowy portal, szczyt oraz wysoki czterospadowy dach, zastępując go owalnym dachem z blachy falistej. Od 1920 roku był siedzibą Policji Państwowej, później kierownictwa Muzeum Pomorskiego. W 1924 roku budynek przejęło wojsko polskie, urządzając w nim kasyno oficerskie. W 1957 roku pałac został przekazany Uniwersytetowi Mikołaja Kopernika. W budynku ulokowano Wydział Sztuk Pięknych.
W Pałacu mieści się Kujawsko-Pomorski Teatr Muzyczny.